# Szomália a 2024. évi nyári olimpiai játékokon
Szomália a franciaországi Párizsban megrendezett 2024. évi nyári olimpiai játékok egyik részt vevő nemzete volt. Az országot az olimpián 1 sportágban 1 sportoló képviselte, aki érmet nem szerzett.

## Atlétika
Férfi
| Versenyző       | Versenyszám | Előfutam | Előfutam | Előfutam | Vigaszág     | Vigaszág     | Vigaszág     | Elődöntő | Elődöntő | Elődöntő | Döntő   | Döntő    |
| Versenyző       | Versenyszám | Idő      | Hely.    | Össz.    | Idő          | Hely.        | Össz.        | Idő      | Hely.    | Össz.    | Idő     | Helyezés |
| --------------- | ----------- | -------- | -------- | -------- | ------------ | ------------ | ------------ | -------- | -------- | -------- | ------- | -------- |
| Ali Idow Hassan | 800 m       | 1:48,72  | 8.       | 48.      | visszalépett | visszalépett | visszalépett | kiesett  | kiesett  | kiesett  | kiesett | kiesett  |